# Melfalan
Melfalan (merknaam: Alkeran) is een alkylerend middel dat wordt gebruikt als chemotherapie en bij bloedstollingziekte. Het kan een bepaalde alkylgroep in DNA inbrengen en daarmee de celdeling stoppen. Melfalan behoort tot de stikstofmosterdverbindingen.
Melfalan wordt in de chemokuren vooral gebruikt wanneer iemand kanker in het beenmerg heeft (ziekte van Kahler), Ovariumcarcinoom (eierstokkanker), borstkanker, kanker in het zenuwstelsel en als plaatselijk infuus bij kanker in de ledematen. Melfalan wordt door het Internationaal Agentschap voor Kankeronderzoek geclassificeerd als carcinogeen voor mensen (groep 1).
Melfalan is een van de alkyleringsmiddelen die in de jaren 1950 zijn ontwikkeld aan het Londense Chester Beatty Research Institute (later de National Research Development Corporation) door professor Franz Bergel en medewerkers. De verbinding komt in twee optische isomeren voor: de D- en L-vorm. Zowel de D-vorm en L-vorm als het racemisch mengsel van beide vertonen kankerremmende eigenschappen. De L-vorm heeft de grootste werking.